# アルミン・ハリー
アルミン・ハリー（Armin Hary、1937年3月22日 - ）はドイツ（旧西ドイツ）の陸上競技男子短距離選手である。

## プロフィール
- 1950年代後半から1960年代前半に活躍した欧州における男子短距離の名実ともに第1者であった。
- 当時100mで世界記録の10秒0を保持しており、人類の夢であった9秒台にもっとも近い選手と言われた。特にスタート時の反射がきわめて早かったことで知られており、他の選手よりも0.1秒早かったとされている。

## 人生
若い頃はフットボール(サッカー)に精を出したのち、16歳で短距離走に転向。そのわずか数年後の1958年にヨーロッパ選手権にて100mと4×100mリレーでそれぞれ優勝し、国際タイトルを獲得。
また、同年代の1958 年にハリーは 10.0 秒のタイムを記録した。世界記録を更新したかと思われたが、トラックの勾配 11 cm (4.33 インチ) が最大許容 10 cm (3.94 インチ) を超えていることが判明し、惜しくも世界記録更新にはならなかった。その2年後の1960 年にハリーはヨーロッパ記録と世界記録をともに樹立し、その後8年間にわたってこのヨーロッパ記録を破る者は現れなかった。
その同年1960年のローマオリンピック100mにて彼は五輪新記録である10秒2をマークし、見事優勝を決めた。また同じローマオリンピック4×100mリレーではアメリカに次ぐ2着でフィニッシュ。しかし、その15分後にアメリカの不正が発覚。ドイツは39秒5という当時の世界記録に匹敵するタイムで優勝した。
ハリーの陸上人生の中で、彼はドイツ陸上競技連盟と何度も衝突し、さらに自動車事故による膝のけがの影響もあり、ハリーは陸上競技に興味を示せなくなっていった。これらの対立や意欲の低下により、最終的に陸上競技を引退することとなった。
その後の1980年、彼は不動産業者としての地位を乱用し、カトリック教会から 320 万ドイツマルク（日本円で2億2000万円）をだまし取った罪で 18 か月の禁固刑を言い渡された。

## 主な成績
- 1960年ローマオリンピック100m金メダル（優勝記録10秒2・五輪新記録）
- 1960年ローマオリンピック4×100m金メダル（優勝記録39秒5・世界タイ記録）